# Drepanogynis
Drepanogynis is een geslacht van vlinders uit de familie spanners (Geometridae). De wetenschappelijke naam van het geslacht is voor het eerst geldig gepubliceerd in 1857 door Achille Guenée, samen met die van de soort Drepanogynis mixtaria die later als typesoort van het geslacht werd aangeduid.
Er zijn meer dan honderd soorten beschreven in dit geslacht. Ze komen voor in het Afrotropisch gebied, vooral in het zuiden van Afrika en Madagaskar.

## Soorten
- D. acerba Herbulot, 1954
- D. admiranda (Warren, 1905)
- D. aglaochroa Krüger, 2007
- D. agrypna (Prout, 1938)
- D. albifluxa Krüger, 2002
- D. albilinea Krüger, 2002
- D. albiordine Prout, 1938
- D. algoaria (Felder & Rogenhofer, 1875)
- D. alina Viette, 1980
- D. alineta Viette, 1980
- D. alternans Herbulot, 1960
- D. amethystina Herbulot, 1960
- D. amydrogramma Krüger, 2002
- D. angulilinea Krüger, 2002
- D. angustifascia Krüger, 2002
- D. angustimargo Krüger, 2002
- D. antennaria (Guenée, 1858)
- D. anthracinata Krüger, 2002
- D. arcuatilinea Krüger, 2002
- D. arcuifera Prout, 1934
- D. argentinitens Krüger, 2002
- D. aspitatifax Krüger, 2002
- D. aspitatoides Krüger, 2002
- D. athroopsegma Prout, 1925
- D. atrovirens Herbulot, 1960
- D. aurifera Krüger, 2002
- D. auriferoides Krüger, 2002
- D. aurifex Krüger, 2002
- D. auriflava Krüger, 2002
- D. benyowskii Viette, 1980
- D. benyowskyii Viette, 1980
- D. bifasciata (Dewitz, 1881)
- D. bipartita (Warren, 1914)
- D. biviaria (Guenée, 1858)
- D. breviramus Krüger, 2002
- D. brunneisparsa Krüger, 2002
- D. calligrapha Krüger, 2002
- D. cambogiaria (Guenée, 1858)
- D. canilinea (Prout, 1925)
- D. carneata (Warren, 1904)
- D. cervina (Warren, 1894)
- D. circumroda Krüger, 2002
- D. clavata Herbulot, 1960
- D. climax Krüger, 2002
- D. cnephaeogramma (Prout, 1938)
- D. commutata (Prout, 1938)
- D. confusa Krüger, 2002
- D. costipicta (Prout, 1932)
- D. crassifurca Krüger, 2002
- D. crenilinea Krüger, 2002
- D. curvaria (Dewitz, 1881)
- D. curvifascia (Prout, 1916)
- D. chelicerata Krüger, 2002
- D. chromatina (Prout, 1913)
- D. chrysobates Krüger, 2002
- D. dami (Prout, 1938)
- D. dentatilinea Krüger, 2002
- D. dentatimargo Krüger, 2002
- D. determinata (Walker, 1860)
- D. devia (Prout, 1913)
- D. discolor Herbulot, 1957
- D. dochmoleuca (Prout, 1917)
- D. dukei Krüger, 2002
- D. ecprepes Krüger, 2002
- D. ectoglauca Krüger, 2002
- D. ellipsis Herbulot, 1954
- D. ennomaria (Warren, 1904)
- D. epione (Prout, 1913)
- D. excurvata Krüger, 2002
- D. figurata (Warren, 1905)
- D. fortilimbata Prout, 1938
- D. fumosa Krüger, 2007
- D. fuscimargo (Warren, 1898)
- D. glaucichorda Prout, 1916
- D. gloriola (Prout, 1913)
- D. griseisparsa Krüger, 2002
- D. gynoloxa (Prout, 1938)
- D. herbuloti Viette, 1970
- D. hiaraka Viette, 1968
- D. hilaris Krüger, 2002
- D. hygrochoaria Herbulot, 1954
- D. hygrochroaria Herbulot, 1954
- D. hypenissa (Butler, 1875)
- D. hypoplea Prout, 1938
- D. hypopyrrha (Prout, 1932)
- D. imbrosa Herbulot, 1960
- D. inaequalis (Prout, 1915)
- D. inangulata (Warren, 1905)
- D. incogitata Prout, 1915
- D. incondita (Warren, 1904)
- D. incurvata Krüger, 2002
- D. insciata (Felder & Rogenhofer, 1875)
- D. instabilis Krüger, 2007
- D. interscripta (Prout, 1922)
- D. intricata (Warren, 1905)
- D. intrusilinea Krüger, 2002
- D. irvingi Janse, 1932
- D. itremo Viette, 1974
- D. johnstonei (Prout, 1938)
- D. kalahariensis Krüger, 2002
- D. lactimacula Krüger, 2002
- D. lacuum (Prout, 1938)
- D. latipennis Krüger, 2002
- D. latistriga Krüger, 2002
- D. lavata Krüger, 2002
- D. leptodoma Prout, 1917
- D. longiramus Krüger, 2002
- D. metoeca Prout, 1938
- D. micrographa Krüger, 2002

- D. miltodes Krüger, 2005
- D. miltophyris Krüger, 2002
- D. mixtaria Guenée, 1858
- D. monas Prout, 1916
- D. nebulosa Krüger, 2002
- D. neopraefidens Krüger, 2002
- D. nephelochroa Krüger, 2005
- D. nicotiana Viette, 1977
- D. nigerrima (Swinhoe, 1904)
- D. nigrapex (Prout, 1913)
- D. nigrobrunnea Krüger, 2002
- D. nipholibes (Prout, 1938)
- D. niveata Krüger, 2002
- D. obscurefascia Krüger, 2002
- D. ocellata Warren, 1897
- D. oinophora Krüger, 2002
- D. olivescens (Warren, 1898)
- D. olivina Herbulot, 1957
- D. orthobates (Prout, 1917)
- D. ostracina Krüger, 2002
- D. pallidimargo Krüger, 2002
- D. parapraefidens Krüger, 2002
- D. parva Krüger, 2002
- D. perirrorata Krüger, 2002
- D. pero Prout, 1917
- D. peyrierasi Viette, 1974
- D. phaeoscia Krüger, 2002
- D. prosecta Herbulot, 1960
- D. protactosema Prout, 1932
- D. prouti Krüger, 2002
- D. pulla Krüger, 2002
- D. pumila Krüger, 2002
- D. punctata (Warren, 1897)
- D. purpurascens Herbulot, 1954
- D. purpurescens Herbulot, 1954
- D. pypopyrrha Prout, 1932
- D. quadrivalvis Herbulot, 1960
- D. rakotobe Viette, 1972
- D. ralambo Viette, 1972
- D. ratovosoni Viette, 1972
- D. ravida Krüger, 2002
- D. rhodampyx (Prout, 1938)
- D. robertsoni (Prout, 1925)
- D. rosea Krüger, 2002
- D. rubidivenis Prout, 1922
- D. rubriceps Herbulot, 1960
- D. rufaria (Warren, 1909)
- D. rufigrisea (Warren, 1911)
- D. salamandra Herbulot, 1960
- D. sandrangatensis Herbulot, 1957
- D. sata Prout, 1938
- D. sectilis (Prout, 1938)
- D. serrifasciaria (Herrich-Schäffer, 1854)
- D. simonsi (Prout, 1938)
- D. sinuata (Warren, 1905)
- D. smaragdaria Krüger, 2002
- D. smaragdioides Krüger, 2002
- D. sogai Herbulot, 1960
- D. somereni (Prout, 1926)
- D. soni (Prout, 1938)
- D. spatulifurca Krüger, 2002
- D. stepheni Krüger, 2002
- D. striata Krüger, 2002
- D. strigulosa Prout, 1916
- D. styx Krüger, 2005
- D. subochrea (Prout, 1917)
- D. subrosea Krüger, 2002
- D. synclinia (Prout, 1938)
- D. tabacicolor Krüger, 2002
- D. tenoris (Prout, 1934)
- D. thieli Herbulot, 1979
- D. tigrinata Viette, 1972
- D. tornimacula Herbulot, 1957
- D. trachyacta (Prout, 1922)
- D. tripartita (Warren, 1898)
- D. tsaratanana Viette, 1980
- D. umbrosa Herbulot, 1960
- D. unilineata (Warren, 1897)
- D. valida (Warren, 1914)
- D. vara Prout, 1922
- D. variciliata Krüger, 2002
- D. villaria (Felder & Rogenhofer, 1875)
- D. viridipennis Krüger, 2002
- D. viridipilosa Krüger, 2002
- D. xanthographa Krüger, 2002
- D. xylophanes Krüger, 2002